# Pręczki (gromada)
Pręczki – dawna gromada, czyli najmniejsza jednostka podziału terytorialnego Polskiej Rzeczypospolitej Ludowej w latach 1954–1972.
Gromady, z gromadzkimi radami narodowymi (GRN) jako organami władzy najniższego stopnia na wsi, funkcjonowały od reformy reorganizującej administrację wiejską przeprowadzonej jesienią 1954 do momentu ich zniesienia z dniem 1 stycznia 1973, tym samym wypierając organizację gminną w latach 1954–1972.
Gromadę Pręczki z siedzibą GRN w Pręczkach utworzono – jako jedną z 8759 gromad na obszarze Polski – w powiecie rypińskim w woj. bydgoskim, na mocy uchwały nr 24/10 WRN w Bydgoszczy z dnia 5 października 1954. W skład jednostki weszły obszary dotychczasowych gromad Pręczki, Kowalki, Dębiany, Karbowizna, Lasoty, Dylewo i Sikory ze zniesionej gminy Pręczki, obszar dotychczasowej gromady Zakrocz ze zniesionej gminy Sadłowo oraz obszary miejscowości Białebłota z dotychczasowej gromady Nadróż ze zniesionej gminy Żałe w tymże powiecie. Dla gromady ustalono 23 członków gromadzkiej rady narodowej.
31 grudnia 1961 do gromady Pręczki włączono wsie Puszcza Miejska i Puszcza Rządowa ze zniesionej gromady Skudzawy w tymże powiecie.
Gromadę zniesiono 1 stycznia 1972, a jej obszar włączono do gromad Rogowo (sołectwa Karbowizna, Lasota i Pręczki) i nowo utworzonej Rypin (sołectwa Dębiany, Dylewo, Kowalki, Puszcza Miejska, Puszcza Rządowa, Sikory i Zakrocz) w tymże powiecie.